# Olympische Winterspiele 2018/Teilnehmer (Marokko)
| Gelbes Symbol für Goldmedaillen mit stilisierten Olympischen Ringen | Graues Symbol für Silbermedaillen mit stilisierten Olympischen Ringen | Braundes Symbol für Bronzemedaillen mit stilisierten Olympischen Ringen |
| ------------------------------------------------------------------- | --------------------------------------------------------------------- | ----------------------------------------------------------------------- |
| —                                                                   | —                                                                     | —                                                                       |

Marokko nahm bei den Olympischen Winterspielen 2018 in Pyeongchang mit zwei Athleten in zwei Disziplinen teil. Fahnenträger bei der Eröffnungsfeier war Samir Azzimani.

## Teilnehmer nach Sportarten

### Skilanglauf
| Athleten       | Wettbewerbe    | Zeit        | Rang |
| -------------- | -------------- | ----------- | ---- |
| Männer         |                |             |      |
| Samir Azzimani | 15 km Freistil | 47:39,9 min | 111  |

### Ski Alpin
| Athleten       | Wettbewerbe  | 1. Lauf     | 2. Lauf       | Gesamt        | Gesamt        |
| Athleten       | Wettbewerbe  | Zeit        | Zeit          | Zeit          | Rang          |
| -------------- | ------------ | ----------- | ------------- | ------------- | ------------- |
| Männer         |              |             |               |               |               |
| Adam Lamhamedi | Riesenslalom | 1:18,50 min | 1:17,54 min   | 2:36,04 min   | 53            |
| Adam Lamhamedi | Slalom       | DNF         | ausgeschieden | ausgeschieden | ausgeschieden |